# 宋代官制辞典
宋代官制辭典是中华书局於1997年4月出版的一本與宋朝官制有關的工具書，也是中華人民共和国首部宋朝官制辭典。該書的作者是來自浙江大學的龚延明（一說來自杭州大學）。該書曾獲得历史学三等奖。全书包含四个部分，分別是宋代官制总论、辭典正文（共收录了一萬多條宋代职官詞條，每一詞條的释义都給出出处）、官制表格以及索引。